# Felszabadulási emlékkönyvtár

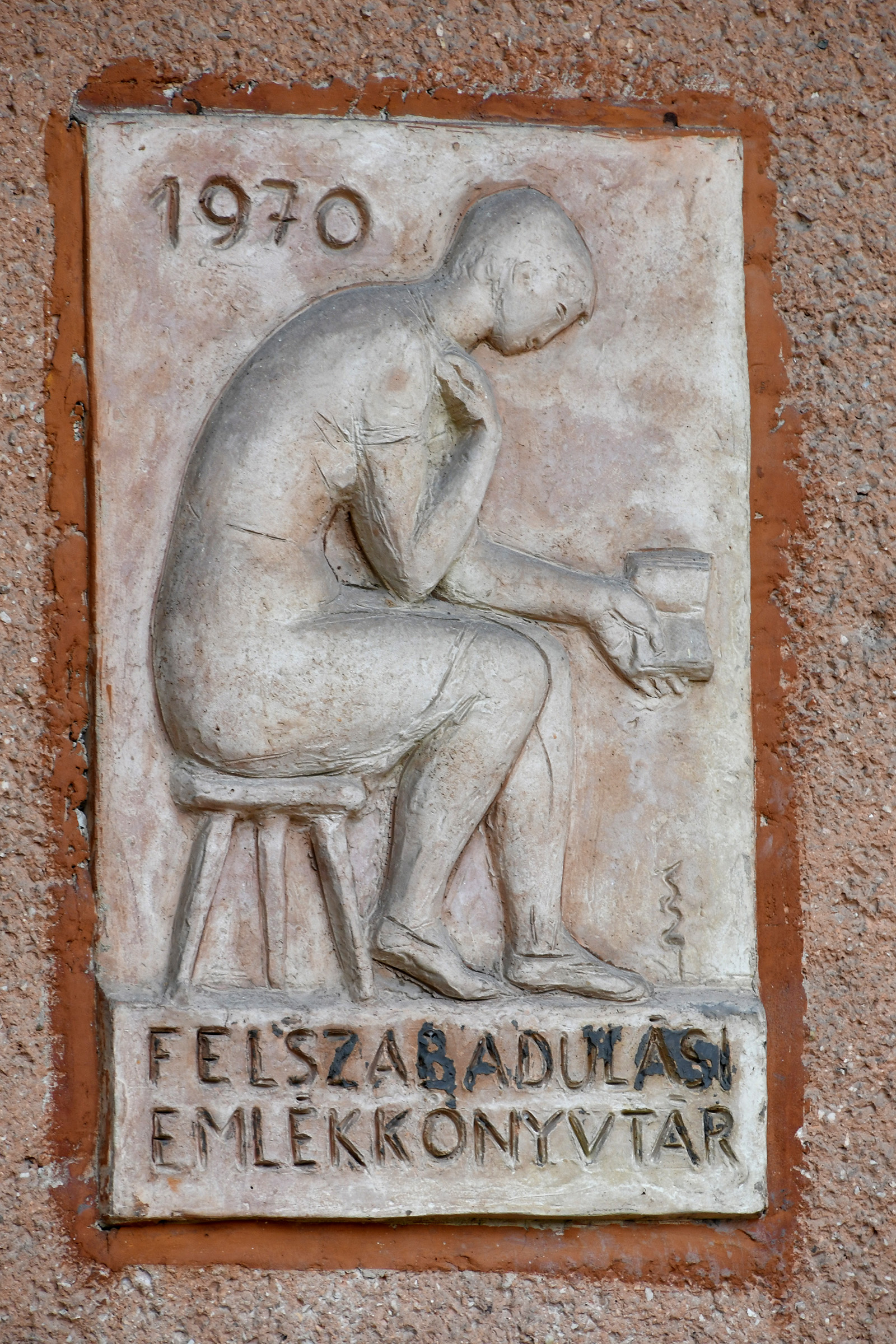
Az 1970-es felszabadulási emlékkönyvtárak falára kerülő domborművek egyike Ópusztaszeren

A felszabadulási emlékkönyvtár 1970-ben és 1975-ben alapított vagy korszerűsített kistelepülési, üzemi könyvtárak által elnyerhető cím volt Magyarországon a központi közművelődési szervek által kezdeményezett és levezényelt, a felszabadulás huszonötödik, illetve harmincadik évfordulójára időzített mozgalom keretén belül.

## „Száz falu – száz könyvtár” (1970)

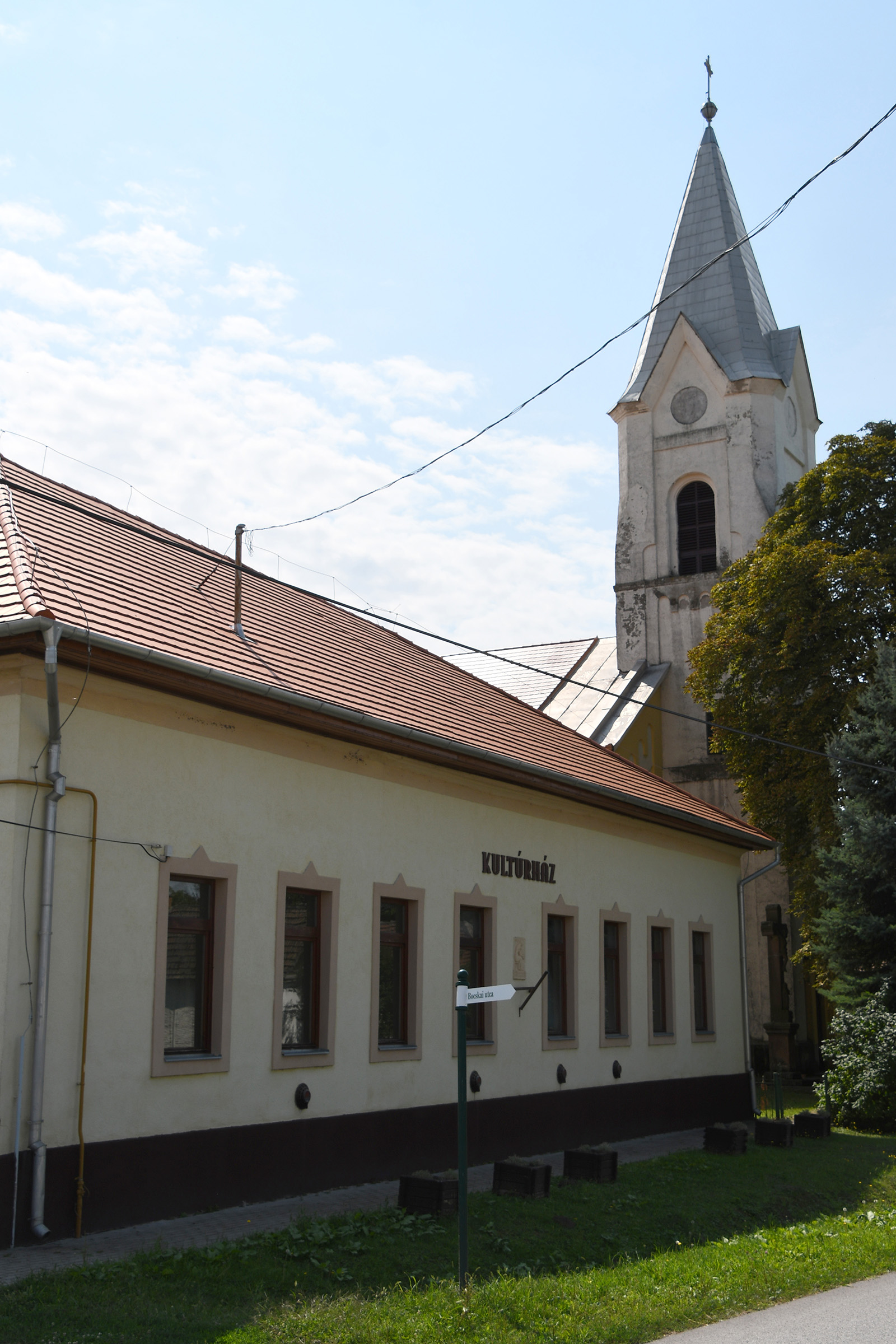
Négyes művelődési háza, 1970-ben az ország első átadott felszabadulási könyvtára

Az Országos Népművelési Tanács 1969. augusztusi felhívására kibontakozó, „Száz falu – száz könyvtár” munkacímen futott, a felszabadulás huszonötödik évfordulójára időzített kezdeményezés elsődleges célkitűzése az volt, hogy a jubileumi 1970-es esztendőben a helyi lakosság, párt- és tömegszervezetek bevonásával száz vidéki kistelepülésen szervezzenek és nyissanak magnetofonnal, rádióval és televízióval is felszerelt klubkönyvtárakat.
Az 1969-es év végéig országszerte 261 település jelezte részvételi szándékát az Országos Népművelési Tanács felé. A legtöbb pályázat a jellemzően aprófalvas megyékből érkezett (Borsod-Abaúj-Zemplén 21, Tolna 20, Vas 19, Zala 16, Baranya 15, Nógrád 14). A Tanács már a mozgalom elindításakor jelezte, hogy a szervezőmunka mellett 12 millió forintot biztosít a könyvtárak felszerelésére (könyvállomány, elektronika, bútorzat stb.), a pályázatok kiértékelése során azonban kiderült, hogy a kezdeményezés mellé álló szervezetek, szövetkezetek, vállalatok jóvoltából országosan mintegy 150 millió forintnyi felajánlás állt a mozgalom rendelkezésére. Ez tette lehetővé, hogy az 1970 februárjában kiválasztott, az Országos Népművelési Tanács anyagi támogatására méltó száz település mellett további csaknem százharminc falu könyvtárgondjai is megoldódhattak. Csaknem száz esetben új könyvtárépület létesítésére került sor, ötven faluban már meglévő, de funkcióját vesztett épület vagy épületrész (tanácsházi vagy iskolai helyiségek, üres szolgálati lakások stb.) könyvtárrá alakítása mellett döntöttek, nyolcvan településen pedig a már korábban is meglévő, ám mostoha körülmények között működő könyvtárak bővítésére, korszerűsítésére pályáztak. Magyarország első felszabadulási könyvtárát a Borsod-Abaúj-Zemplén megyei Négyes községben avatták fel 1970 májusában.
Az Országos Népművelési Tanács volt hivatott annak ellenőrzésére, hogy az így alapított közművelődési intézmények megfeleltek-e a kiírásnak, és elnyerhették-e a kitüntető „felszabadulási emlékkönyvtár” címet. A Képzőművészek Szövetsége szintén felajánlotta segítségét a felszabadulási emlékkönyvtárak arculati terveihez, Szabó Iván Olvasó nő című plakettje került országszerte az átadott könyvtárak falára. A helyi párt- és települési szervezetek hibájául rótták fel, hogy nem tettek kellő erőfeszítéseket a lehetőség kiaknázására, továbbra is számos kistelepülés maradt könyvtár és közművelődési lehetőség nélkül, így az Országos Népművelési Tanácsnak azt javasolták, hogy a további években is hirdesse meg a programot.

## „30 év – 30 könyvtár” (1975)

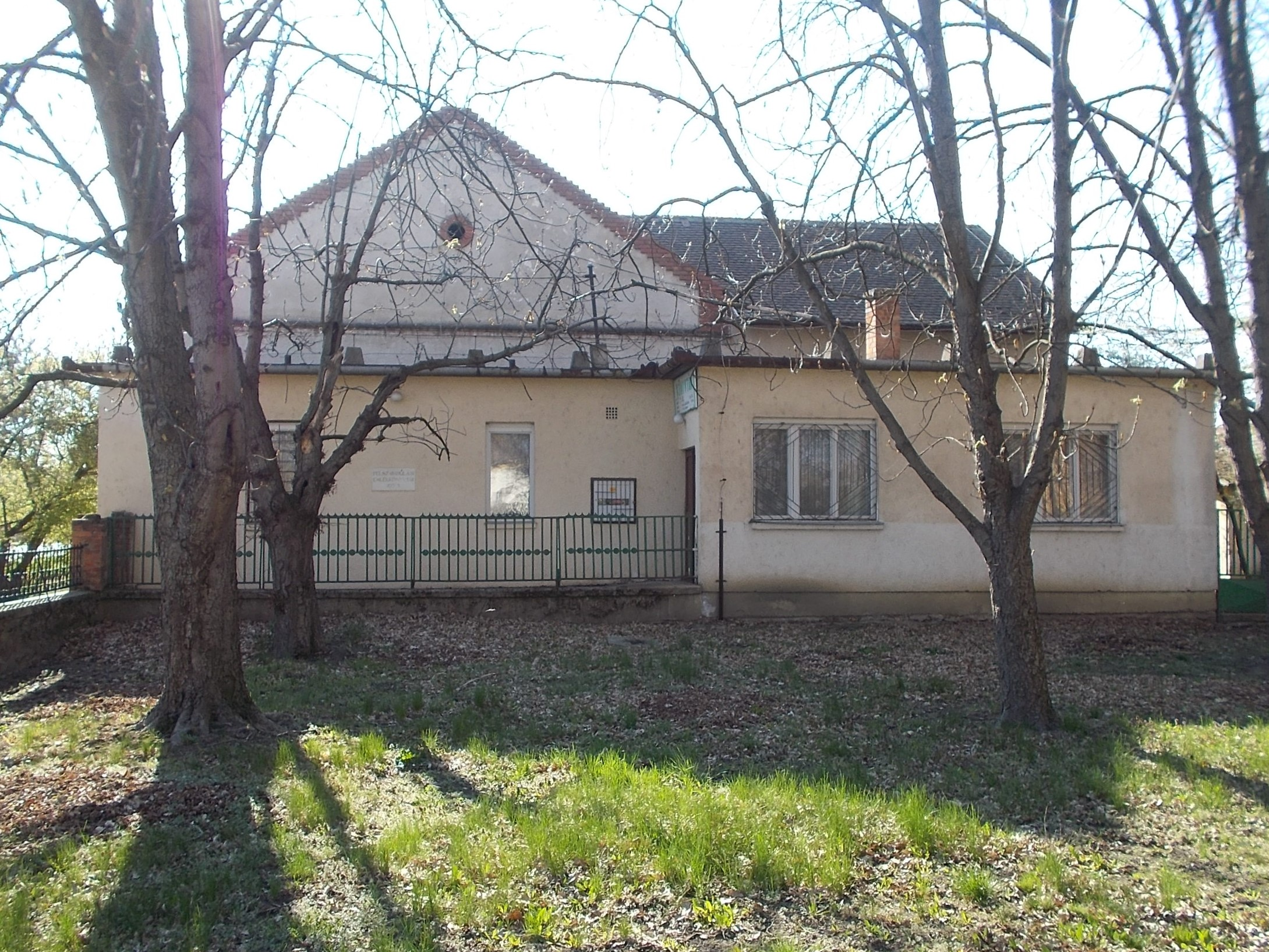
Az 1975-ben átadott mezőtúri felszabadulási emlékkönyvtár

A könyvtáralapítási mozgalom azonban nem folytatódott azonnal. 1973-ban, a Petőfi-emlékév alkalmával mintegy hatvan intézmény nyerte el a Petőfi-emlékkönyvtár címet, majd 1974 augusztusában a Kulturális Minisztérium, a Szakszervezetek Országos Tanácsa és az Állami Ifjúsági Bizottság közös felhívásában, „30 év – 30 könyvtár” munkacím alatt ismét pályázatot hirdettek könyvtárak létrehozására és fejlesztésére, ezúttal a felszabadulás harmincadik évfordulójának és a Magyar Szocialista Munkáspárt XI. kongresszusának tiszteletére. Az 1970-es kampányhoz képest újdonságnak számított, hogy már nem csak kistelepülési, hanem kerületi, üzemi-szakszervezeti könyvtárak létesítése, azokon belül pedig lehetőség szerint „zenei sarok” kialakítása is a megfogalmazott célok között szerepelt. A pályázatra beérkezett száz jelentkező közül nyolcvanat, hatvanegy tanácsi és tizenkilenc szakszervezeti kezdeményezést ítéltek a versengésre méltónak, de végül harmincnyolc nyerte el a „felszabadulási emlékkönyvtár” címet.